# World Series of Poker 2004
 (juillet 2025).
La mise en forme du texte ne suit pas les recommandations de Wikipédia : il faut le « wikifier ».
Les points d'amélioration suivants sont les cas les plus fréquents. Le détail des points à revoir est peut-être précisé sur la page de discussion.
- Les titres sont pré-formatés par le logiciel. Ils ne sont ni en capitales, ni en gras.
- Le texte ne doit pas être écrit en capitales (les noms de famille non plus), ni en gras, ni en italique, ni en « petit »…
- Le gras n'est utilisé que pour surligner le titre de l'article dans l'introduction, une seule fois.
- L'italique est rarement utilisé : mots en langue étrangère, titres d'œuvres, noms de bateaux, etc.
- Les citations ne sont pas en italique mais en corps de texte normal. Elles sont entourées par des guillemets français : « et ».
- Les listes à puces sont à éviter, des paragraphes rédigés étant largement préférés. Les tableaux sont à réserver à la présentation de données structurées (résultats, etc.).
- Les appels de note de bas de page (petits chiffres en exposant, introduits par l'outil «  Source ») sont à placer entre la fin de phrase et le point final[comme ça].
- Les liens internes (vers d'autres articles de Wikipédia) sont à choisir avec parcimonie. Créez des liens vers des articles approfondissant le sujet. Les termes génériques sans rapport avec le sujet sont à éviter, ainsi que les répétitions de liens vers un même terme.
- Les liens externes sont à placer uniquement dans une section « Liens externes », à la fin de l'article. Ces liens sont à choisir avec parcimonie suivant les règles définies. Si un lien sert de source à l'article, son insertion dans le texte est à faire par les notes de bas de page.
- La présentation des références doit suivre les conventions bibliographiques. Il est recommandé d'utiliser les modèles {{Ouvrage}}, {{Chapitre}}, {{Article}}, {{Lien web}} et/ou {{Bibliographie}}. Le mode d'édition visuel peut mettre en forme automatiquement les références.
- Insérer une infobox (cadre d'informations à droite) n'est pas obligatoire pour parachever la mise en page.

Pour une aide détaillée, merci de consulter Aide:Wikification.
Si vous pensez que ces points ont été résolus, vous pouvez retirer ce bandeau et améliorer la mise en forme d'un autre article.

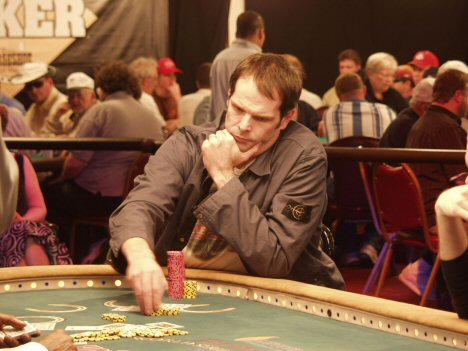
Howard Lederer lors des World Series of Poker 2004 - Rio Las Vegas.

Les World Series of Poker 2004 ont vu le nombre de participants exploser en même temps que le jeu sur Internet. Un amateur qualifié sur internet Greg Raymer remporta le Main Event et la plus grosse récompense alors jamais reversée pour un sport individuel.

## Tournois
| #  | Tournoi                              | Vainqueur          | Gain              | Finaliste             |
| -- | ------------------------------------ | ------------------ | ----------------- | --------------------- |
| 1  | 500$ Casino Employee's Limit Hold'em | Carl Nessel        | 40,000$           | Cory Pocket           |
| 2  | 2,000$ No Limit Hold'em              | James Vogl         | 400,000$          | Shawn Rice            |
| 3  | 1,500$ Seven Card Stud               | Ted Forrest        | 111,440$          | Chad Brown            |
| 4  | 1,500$ Limit Hold-em                 | Aaron Katz         | 234,940$          | Richard Gardner-Brown |
| 5  | 1,500$ Omaha Hi-Lo Split             | Curtis Bibb        | 160,000$          | Paul Phillips         |
| 6  | 1,500$ Pot Limit Hold'Em             | Minh Nguyen        | 155,420$          | Lorne Persons         |
| 7  | 1,000$ No-Limit Hold'Em              | Gerry Drehobl      | 365,900$          | John Juanda           |
| 8  | 2,000$ Pot Limit Omaha               | Chau Giang         | 187,920$          | Robert Williamson III |
| 9  | 1,500$ No Limit Hold 'Em             | Scott Fischman     | 300,000$          | Joe Awada             |
| 10 | 2,000$ Seven Card Stud Hi-Lo Split   | Cyndy Violette     | 135,900$          | Pete Kaufman          |
| 11 | 2,500$ Limit Hold'Em                 | Eli Balas          | 174,440$          | Steve Shkolnik        |
| 12 | 2,000$ H.O.R.S.E.                    | Scott Fischman     | 100,200$          | John Cover            |
| 13 | 5,000$ No Limit Hold'Em              | Thomas Keller      | 382,020$          | Martin De Knijff      |
| 14 | 1,500$ Seven Card Stud Hi-Lo Split   | Hasan Habib        | 93,060$           | Tommy Polk            |
| 15 | 2,000$ Limit Hold' Em                | Daniel Negreanu    | 169,100$          | Chris Hinchcliffe     |
| 16 | 5,000$ No-Limit Deuce to Seven Draw  | Barry Greenstein   | 296,200$          | Chris Ferguson        |
| 17 | 1,500$ Limit Hold 'Em Shootout       | Kathy Liebert      | 110,180$          | Kevin Song            |
| 18 | 1,500$ No-Limit Hold 'Em Shootout    | Phi Nguyen         | 180,000$          | Kirill Gerasimov      |
| 19 | 2,000$ Omaha Hi-Lo Split             | Annie Duke         | 137,860$          | Ron Graham            |
| 20 | 1,000$ Ladies Limit Hold 'Em         | Crystal Doan       | 58,530$           | Millie Shiu           |
| 21 | 2,000$ Pot Limit Hold 'Em            | Antonio Esfandiari | 58,530$           | Phi Nguyen            |
| 22 | 5,000$ Omaha Hi-Lo Split             | Brett Jungblut     | 187,720$          | John Cernuto          |
| 23 | 1,500$ No Limit Hold'em              | Ted Forrest        | 300,300$          | Susan Pritchett       |
| 24 | 5,000$ Seven Card Stud               | Joe Awada          | 221,000$          | Marcel Lüske          |
| 25 | 3,000$ Pot Limit Hold'Em             | Gavin Griffin      | 270,420$          | Garry Bush            |
| 26 | 1,500$ Seven Card Razz               | T. J. Cloutier     | 90,500$           | Dutch Boyd            |
| 27 | 1,000$ Deuce to Seven Triple Draw    | Farzad Bonyadi     | 86,980$           | Trung Ly              |
| 28 | 1,000$ Seniors No-Limit Hold'em      | Gary Gibbs         | 136,960$          | Carl McKelvey         |
| 29 | 5,000$ Limit Hold 'Em                | John Hennigan      | 325,360$          | An Tran               |
| 30 | 3,000$ No-Limit Hold'em              | Mike Sica          | 503,160$          | John Kabbaj           |
| 31 | 5,000$ Pot Limit Omaha               | Ted Lawson         | 500,000$          | Lee Watkinson         |
| 32 | 1,500$ A-5 Draw Lowbal               | Norm Ketchum       | 84,500$           | Barry Greenstein      |
| 33 | Tournoi de charité                   | Michael Kaplan     | 10,000$ (charité) |                       |

## Main Event
Il y avait 2576 participants au main event. Chacun a payé son droit d'entrée 10000$ et a la possibilité de remporter le plus gros tournoi de poker dans un casino de tous les temps (à l'époque). De nombreux participants sont des vainqueurs de tournois sur internet.

### Table finale
| Place | Nom               | Gain       |
| ----- | ----------------- | ---------- |
| 1er   | Greg Raymer       | 5,000,000$ |
| 2e    | David Williams    | 3,500,000$ |
| 3e    | Josh Arieh        | 2,500,000$ |
| 4e    | Dan Harrington    | 1,500,000$ |
| 5e    | Glenn Hughes      | 1,100,000$ |
| 6e    | Al Krux           | 800,000$   |
| 7e    | Matt Dean         | 675,000$   |
| 8e    | Mattias Andersson | 575,000$   |
| 9e    | Michael McClain   | 470,400$   |

### Autres performances
| Place | Nom             | Gain     |
| ----- | --------------- | -------- |
| 10e   | Marcel Lüske    | 373,000$ |
| 17e   | Gary Jones      | 175,000$ |
| 18e   | Harry Demetriou | 147,500$ |
| 26e   | Chris Ferguson  | 120,000$ |